# 李金章
李金章（1954年11月12日—），河北黄骅人，中华人民共和国職業外交官。

## 生平
1972年，李金章从北京外国语学校毕业，进入中华人民共和国外交部工作。同年，奉派前往古巴哈瓦那大学学习。1976年，毕业留在驻古巴大使馆任职员。1980年，回国任外交部美洲大洋洲司三等秘书、副处长。1988年，奉派驻尼加拉瓜大使馆一等秘书。1990年，调任驻古巴大使馆参赞。1993年，回国到外交学院进修。1995年，出任外交部拉丁美洲和加勒比司副司长。1998年，升任外交部拉美司司长。2001年3月，出任中华人民共和国驻墨西哥大使。2003年，回国任外交部部长助理。2006年，升任中华人民共和国外交部副部长。2012年1月，出任中华人民共和国驻巴西大使。2018年12月，卸任並正式退休。另外也獲得巴西政府授予外國駐巴使節的最高級別勳章——“南大十字國家勳章”。

## 家庭
已婚，有一女。